# Jeannine Guindon
Pour les articles homonymes, voir Guindon.
Jeannine Guindon, Montréal, 3 septembre 1919 – 15 mai 2002 , est une professeure de psychologie québécoise.

## Biographie

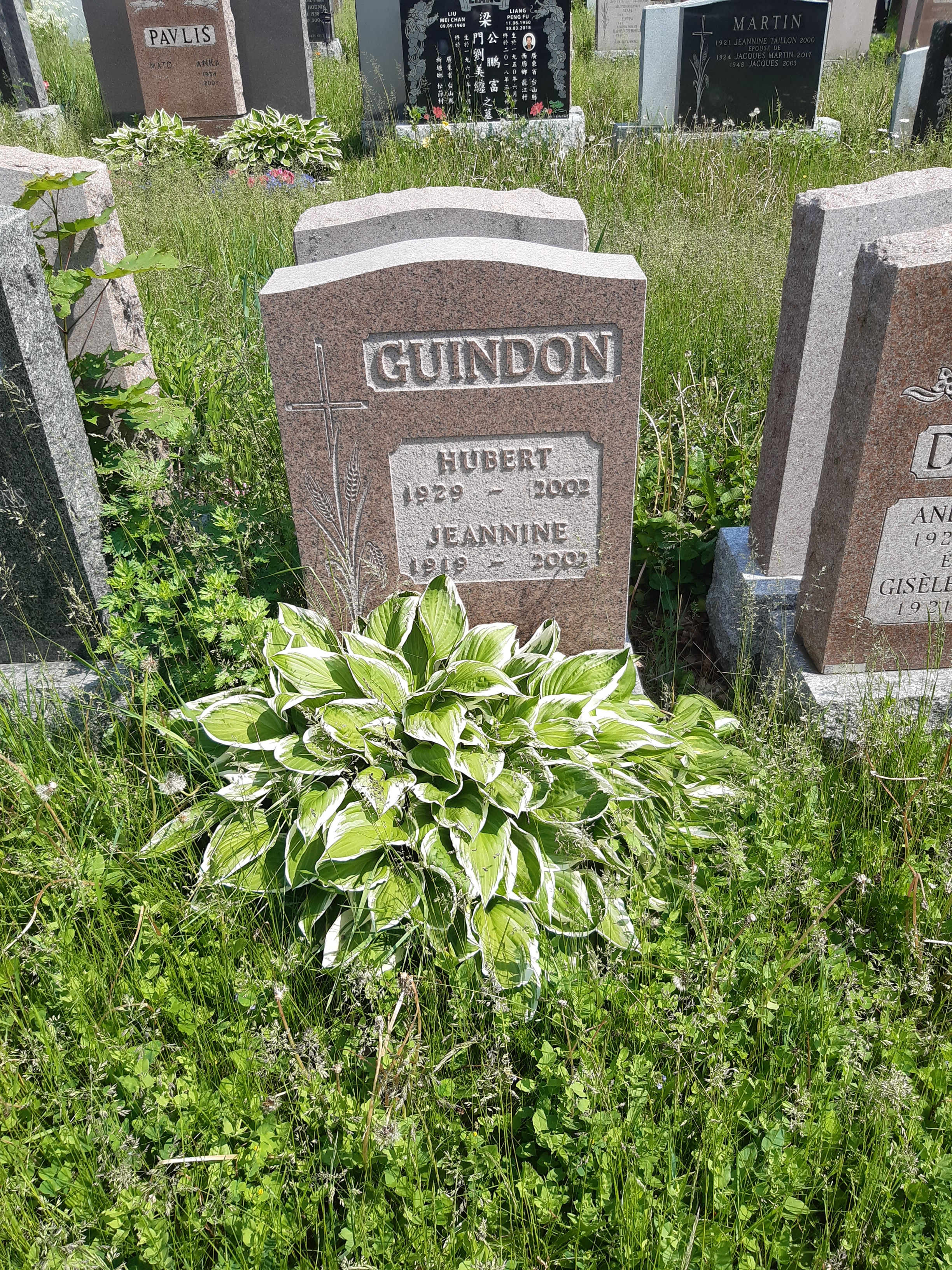
Pierre tombale de Jeannine Guindon

Après des études à Ottawa et après avoir obtenu, en 1969, son doctorat en psychologie de l'Université de Montréal, elle préside, en compagnie de Gilles Gendreau, à la création de l'École de Psychoéducation de cette même université. Elle y sera directrice de 1972 à 1976. Jeannine Guindon, Euchariste Paulhus et Gilles Gendreau sont les trois principaux fondateurs de la psychoéducation, discipline au service des jeunes en difficulté. Elle continue d'exercer le métier de professeure de psychologie à l'Université de Montréal jusqu'en 1984.
Après son décès en 2002, elle a été enterrée au Cimetière Notre-Dame-des-Neiges, à Montréal.
Parmi ses enseignements, on retrouve :
- Apprendre à mieux gérer le « budget d'énergie » propre à chacun
- Comprendre que les émotions se logent dans notre corps et qu'avant d'agir, il importe de les déloger si on veut y voir clair
- Comment choisir l'autre de façon libre et responsable
- Comment faire la différence entre les énergies liées, libres et autonomes
- Comment prendre conscience de la construction séquentielle des différentes identités (corporelle, d'exécutant, individuelle, psychosexuelle et psychosociale) du parcours de l'être humain.

## Livres publiés
- Le processus de rééducation du jeune délinquant par l'actualisation des forces du Moi
- Les étapes de rééducation - des jeunes délinquants et des autres, nouvelle édition revue et augmentée, Éditions Science et Culture, Montréal, 1995.
- Vers l'autonomie psychique de la naissance à la mort, 2e édition, Éditions Science et Culture, Montréal, 2001.  (ISBN 9782890922747)

## Honneurs
- 1974 - Membre de l'Ordre du Canada
- 1990 -  Chevalier de l'Ordre national du Québec
- 1993 - Membre des Grands Montréalais